# 中和區綜合運動場

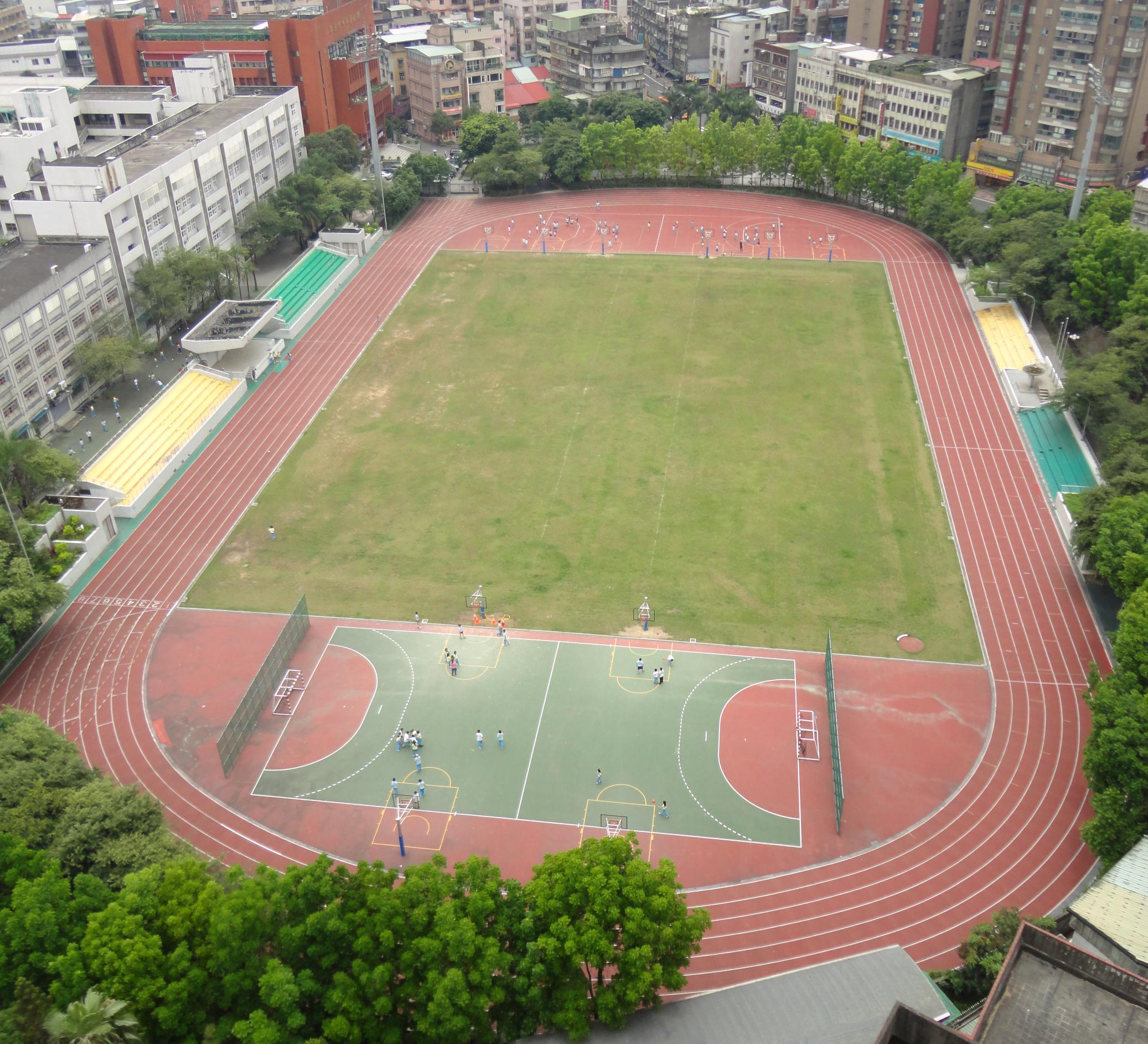
中和區綜合運動場

中和區綜合運動場位於新北市中和區景平路東北側，面積約五千坪，也是新北市中和區中和國民小學「操場」。

## 設施
- 400公尺田徑場
- 草坪
- 6座籃球架與2座躲避球場、1座手球場共用場地
- 4座籃球架與1座手球場共用場地
- 跳遠場
- 4座夜間照明燈座
- 司令台
- 看台
- 升旗台
- 兒童遊樂場
- 攀登架、爬竿、單槓
- 地下停車場:兩層共635個停車位，於民國90年1月份免費試營運，2月份正式營運，收費共分成月租及臨時停車兩種[3]。

## 周邊
- 新北市中和區中和國民小學
- 新北市中和區公所
- 新北市中和區衛生所
- 新北市中和區枋寮市民活動中心
- 枋寮市場

## 交通方式
搭環球購物中心免費接駁車景安線、中和區免費接駁公車「橫路里到自強國中」，或台北聯營公車202區、262、262區、908、921、綠3、綠6、綠8，於「中和市公所」站上下車。

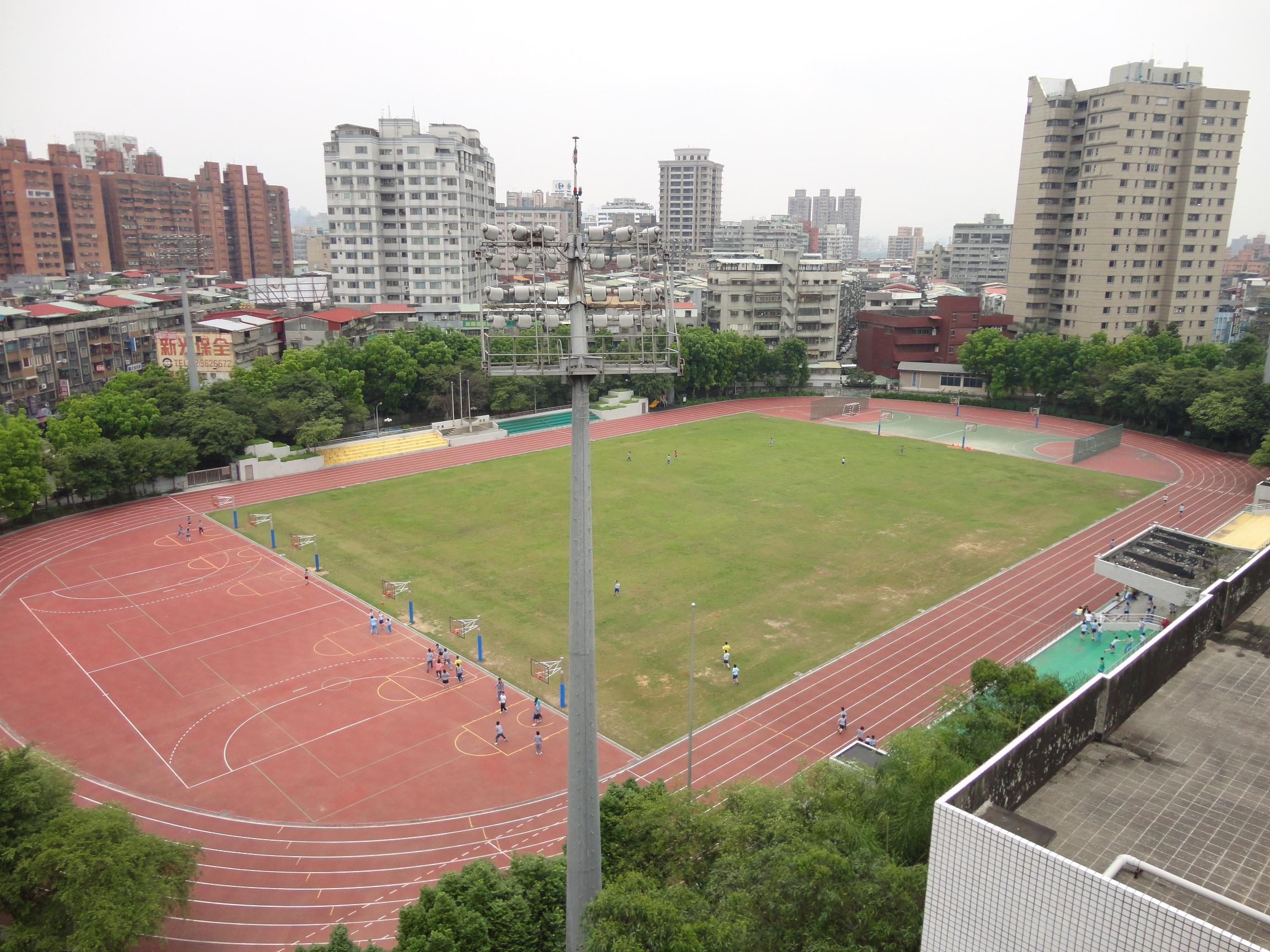
鳥瞰中和區綜合運動場
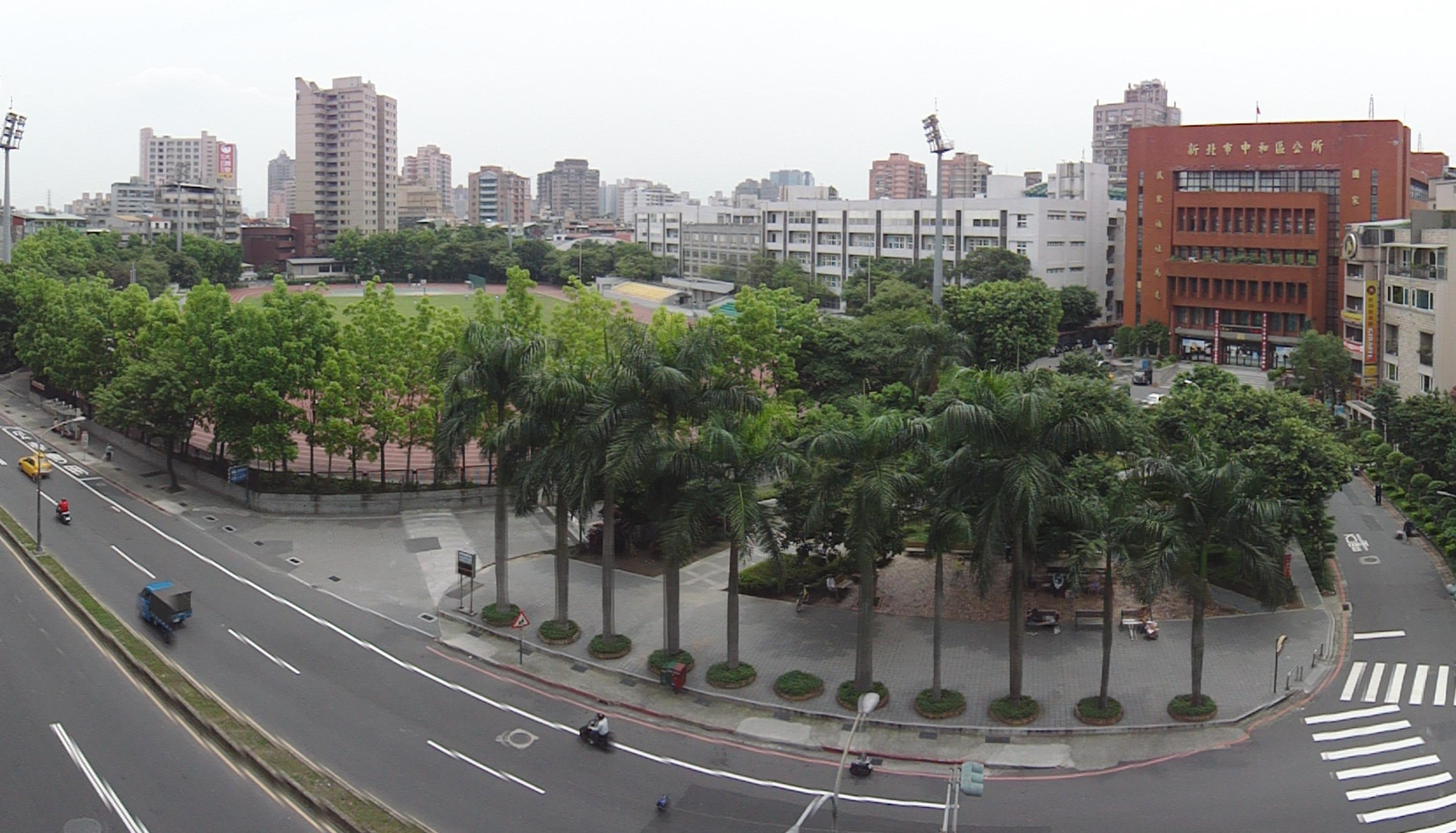
中和區綜合運動場與中和區公所前公園